# Letiště Tivat
Mezinárodní letiště Tivat (IATA: TIV, ICAO: LYTV) (černohorsky: Међународни Аеродром Тиват, Medžunarodni aerodrom Tivat) je mezinárodní veřejné civilní letiště, nacházející se 4 km od černohorského letoviska Tivat.

## Historie
Letiště Tivat bylo postaveno v roce 1971 s jednou ranvejí (rozměry 2500 × 40 m), se 7 parkovacími místy pro dopravní letadla a kapacitou až 6 přistání za hodinu. Spolu s druhým mezinárodním letištěm v Černé Hoře – letištěm Golubovci v Podgorici – jej provozuje státem vlastněná společnost Aerodromi Crne Gore.
V roce 2006 prošlo letiště rozsáhlou rekonstrukcí.

## Charakter letiště
Cestujícím slouží jeden mezinárodní terminál zpracovávající všechny vzlety i přílety. Plánuje se i vybudování malého VIP terminálku. V roce 2006 prošlo letiště rozsáhlou rekonstrukcí. Je zde 12 odbavovacích pultů, obchůdky, půjčovny aut, pobočky bank apod. Všechny lety jsou naváděny kontrolní věží s radarem na jednu přistávací a vzletovou dráhu o délce 2 500 metrů.
Protože jsou dvě hlavní černohorská letiště od sebe vzdálena pouhých 80 km, Tivat zpracovává pouze mezinárodní lety, vnitrostátní lety byly nahrazeny charterovými.
V roce 2007 prošlo letištěm 573 914 cestujících, na jaře 2009 vzrostla vytíženost letiště o 4%. Do tohoto roku to bylo největší černohorské letiště, začátkem února 2009 se stalo vytíženějším podgorické letiště.

## Poloha
Tivatské mezinárodní letiště leží v Boce Kotorské, zálivu na pobřeží Jadranu Navzdory tomu, že ho obklopují vysoké hory a ranvej leží jen 50 metrů od pobřeží, nedošlo na letišti k žádné nehodě. Ovšem vzhledem k horskému terénu a špatnému světelnému navádění je letiště otevřeno pouze za denního světla. Letiště je jedno z nejnebezpečnějších pro přiblížení na přistání, i pro čekání pro přijetí ve vzduchu.

## Aerolinie a destinace
Z Tivatu pravidelně startují lety do různých evropských metropolí a měst, a to zejména v letní sezónně. Nejčastější spojení je do Bělehradu.
(Aktualizováno 25. března 2024.)
| Letecká společnost    | Destinace               | Destinace                                                      |
| --------------------- | ----------------------- | -------------------------------------------------------------- |
| airBaltic             | Lotyšsko                | Sezónně: Riga                                                  |
| Air Montenegro        | Ázerbájdžán             | Sezónně: Baku                                                  |
| Air Montenegro        | Česko                   | Sezónně: Brno · Praha                                          |
| Air Montenegro        | Slovinsko               | Sezónně: Lublaň                                                |
| Air Montenegro        | Srbsko                  | Bělehrad                                                       |
| Air Montenegro        | Tunisko                 | Istanbul \| sezónně: Izmir                                     |
| Air Serbia            | Srbsko                  | Bělehrad \| sezónně: Kraljevo · Niš                            |
| Austrian Airlines     | Rakousko                | Sezónně: Vídeň                                                 |
| Azerbaijan Airlines   | Ázerbájdžán             | Sezónně: Baku                                                  |
| easyJet               | Německo                 | Sezónně: Berlín                                                |
| easyJet               | Spojené království      | Londýn–Gatwick · Manchester \| sezónně: Bristol · Londýn–Luton |
| easyJet               | Švýcarsko               | Sezónně: Ženeva                                                |
| Edelweiss Air         | Švýcarsko               | Sezónně: Curych                                                |
| El Al                 | Izrael                  | Sezónně: Tel Aviv                                              |
| Eurowings             | Německo                 | Sezónně: Berlín · Düsseldorf · Stuttgart                       |
| flydubai              | Spojené arabské emiráty | Sezónně: Dubaj                                                 |
| Israir Airlines       | Izrael                  | Sezónně: Tel Aviv                                              |
| Jazeera Airways       | Kuvajt                  | Sezónně: Kuvajt                                                |
| Jet2.com              | Spojené království      | Sezónně: Birmingham · Londýn–Stensted · Manchester             |
| Lufthansa             | Německo                 | Sezónně: Frankfurt, Mnichov                                    |
| Luxair                | Lucembursko             | Sezónně: Lucemburk                                             |
| Norwegian             | Dánsko                  | Sezónně: Kodaň                                                 |
| Norwegian             | Finsko                  | Sezónně: Helsinky                                              |
| Norwegian             | Lotyšsko                | Sezónně: Riga                                                  |
| Norwegian             | Norsko                  | Sezónně: Oslo                                                  |
| Scandinavian Airlines | Dánsko                  | Sezónně: Kodaň                                                 |
| Scandinavian Airlines | Norsko                  | Sezónně: Oslo                                                  |
| Scandinavian Airlines | Švédsko                 | Sezónně: Stockholm                                             |
| Transavia France      | Francie                 | Sezónně: Paříž–Orly                                            |
| TUI Fly               | Belgie                  | Sezónně: Brusel                                                |
| Turkish Airlines      | Turecko                 | Istanbul                                                       |

## Galerie

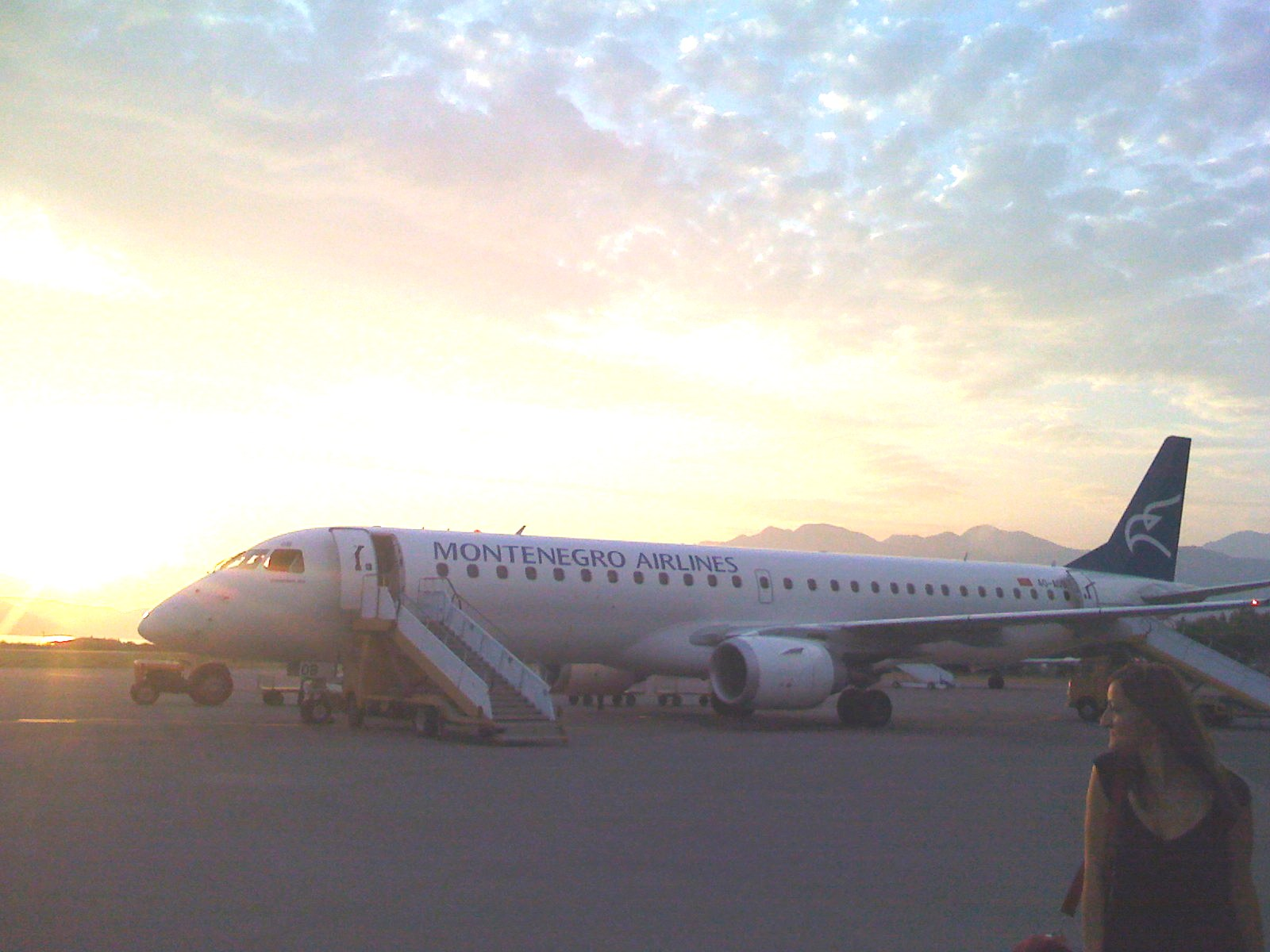
Letoun Embraer E-195 Montenegro Airlines v Tivatu
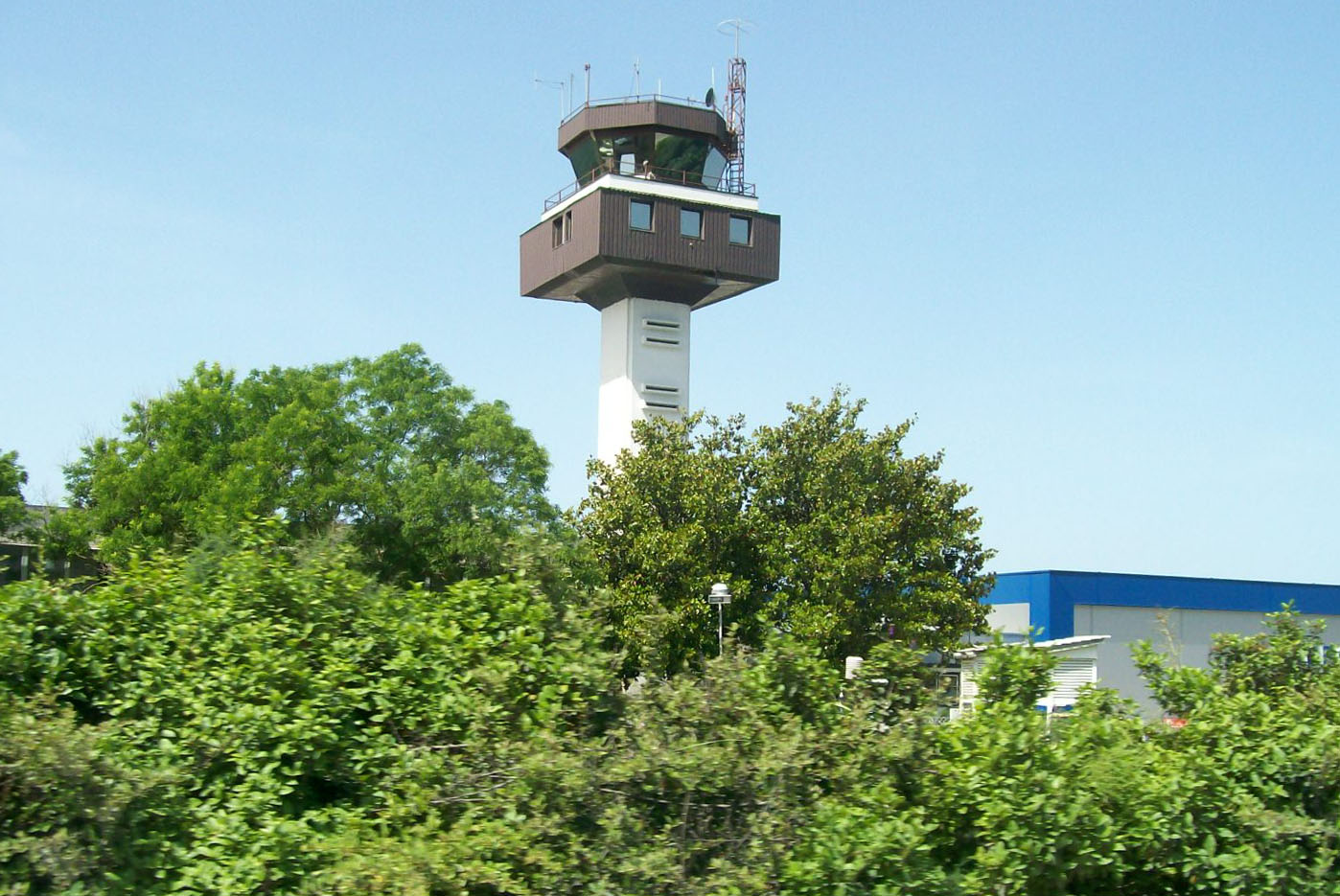
Řídicí věž
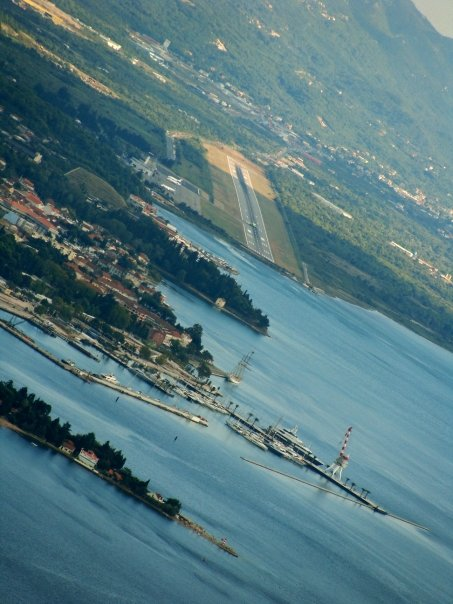
Pohled na letiště a okolí
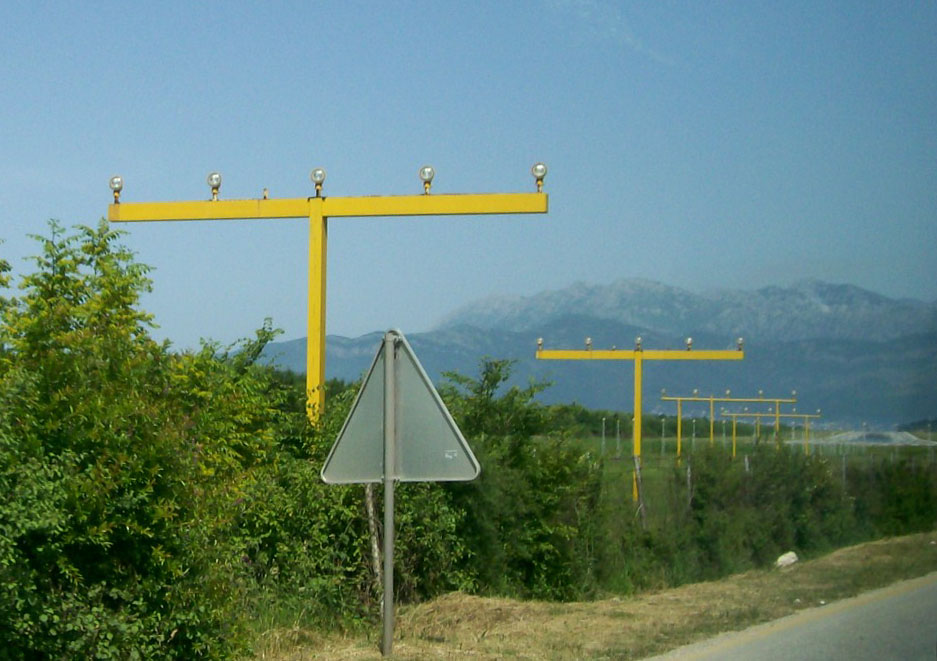
Světelné navádění na ranvej
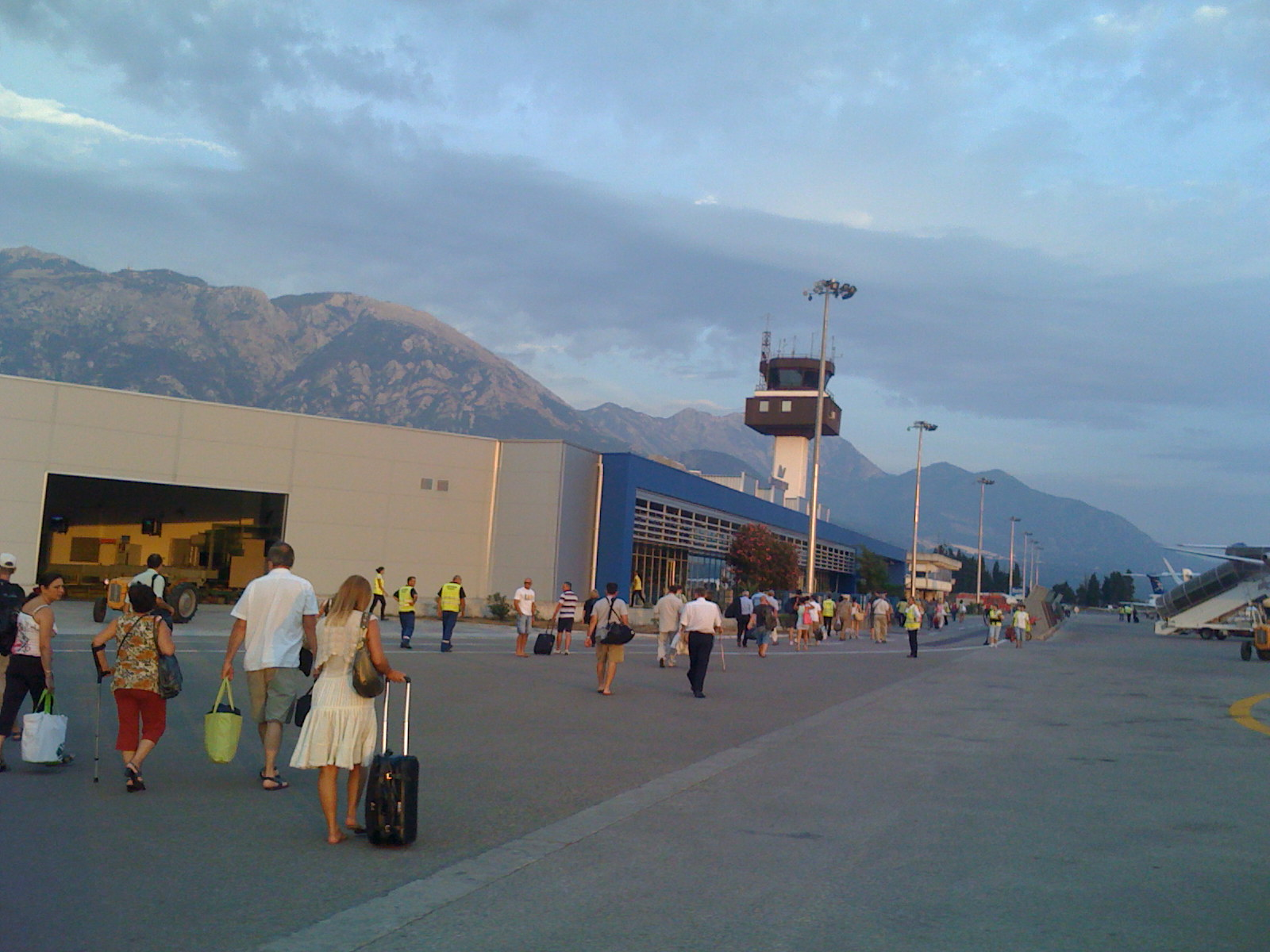
Hlavní terminál po rekonstrukci